# Lagune de Nador
La lagune de Nador (en berbère : rebhar Ameẓyan ou Buɛerg ; en espagnol : Mar Chica (petite mer) ; en darija marocaine : sebkhat Buɛerg) est une lagune de la côte méditerranéenne du Maroc, au Rif, située à proximité des agglomérations de Nador et Beni Ansar et qui forme une continuité avec Melilla, et près de Kariat Arekmane.

## Description
La faible ouverture de cette lagune sur la mer, l'évacuation d'eaux usées sans station d'épuration ainsi que l'activité industrielle avaient occasionné une pollution avancée de la lagune. Actuellement un grand programme est lancé pour assainir cette lagune depuis 2009.
Le programme d'aménagement de Mar Chica Med prévoit un budget de 46 milliards de dirhams entre 2009 et 2025. La dépollution de la lagune — toujours en cours[Quand ?] — et la réalisation d'une 2e embouchure afin de renforcer son renouvellement en eau de mer a nettement amélioré la qualité de l'eau de la lagune.
D'autre part, ce projet d'envergure mondiale, qui a pour vocation de transformer le paysage de la région, s'articule autour de sept réalisations que d'aucuns n'hésitent pas à qualifier de « sept merveilles »[réf. nécessaire], à savoir la cité d'Atalayoun, la cité des deux mers, la nouvelle ville de Nador, la baie des Flamants, la Marchica sport, les Vergers de Marchica et le Village des pêcheurs, répartis comme suit : 13,6 milliards pour le résidentiel, 3,3 milliards pour l’hébergement hôtelier, 3,1 milliards pour les équipements et services, 8,3 milliards pour les infrastructures et 17,6 milliards induits par le développement.
L'incidence de ce projet en termes de création d'emplois est évaluée à 15 000 emplois créés (4 700 directs et 10 300 indirects) durant la phase de construction. Une fois les projets livrés, ce seront 65 000 emplois qui sont prévus, dont 30 000 directs et 35 000 indirects.
Le site est également un site Ramsar depuis le 15 janvier 2005.

## Voir aussi

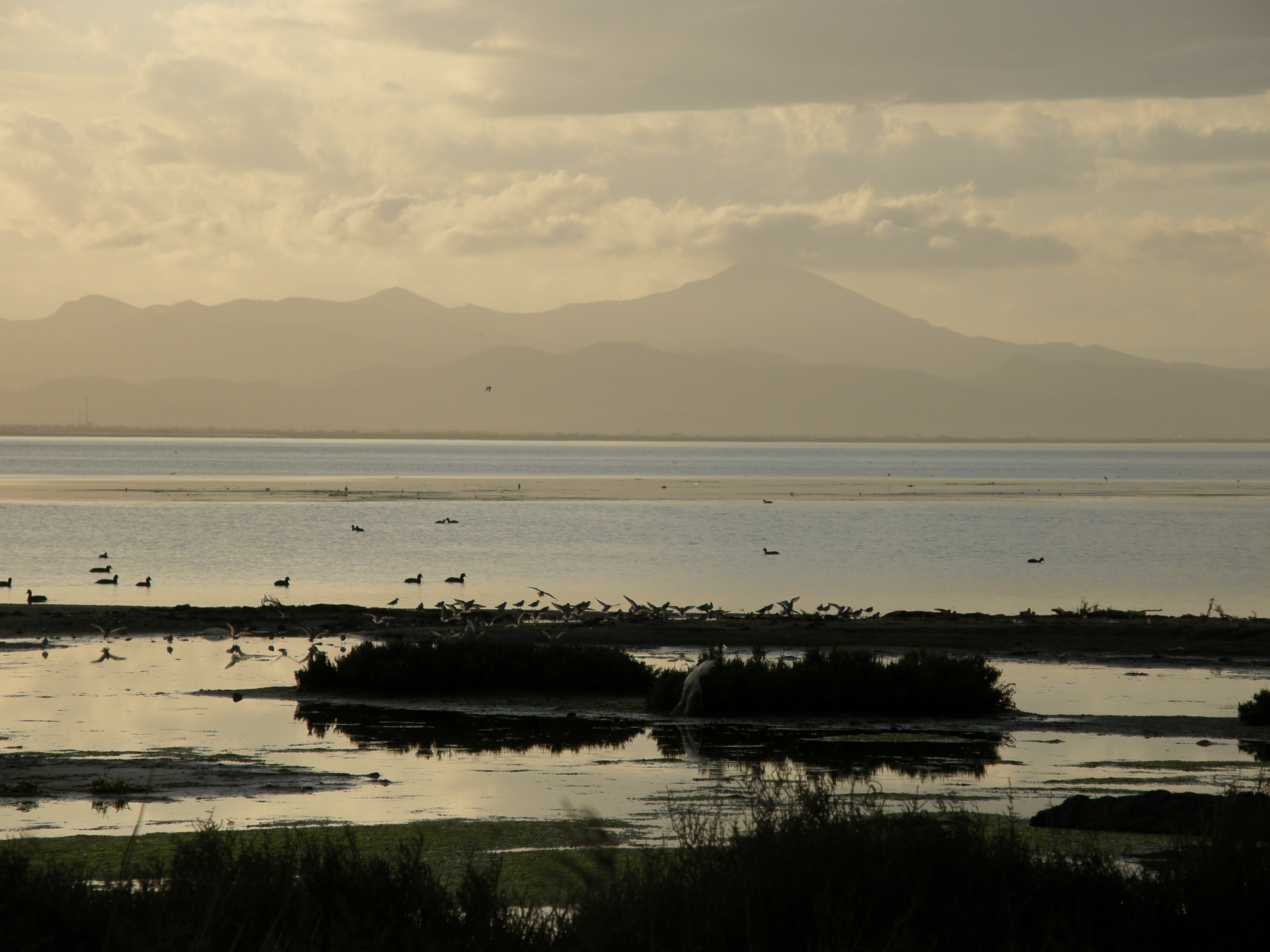
Vue sur la lagune. À l’arrière-plan, le massif du Gourougou.

## Économie
- Pêche
- Aquaculture
- Tourisme

## Villes au bord de la lagune
- Nador
- Beni Ansar
- Kariat Arekmane